# Sunset (Utah)
Sunset es una ciudad ubicada en el condado de Davis en el estado estadounidense de Utah. En el año 2000 tenía una población de 5.204 habitantes. Sunset se localiza dentro de los límites metropolitanos de las ciudades de Ogden/Clearfield. 

## Geografía
Sunset se encuentra ubicado en las coordenadas 41°8′26″N 112°1′47″O / 41.14056, -112.02972. Según la Oficina del Censo, la localidad tiene un área total de 3,8 km² (1,5 mi²), de la cual toda es tierra.

## Demografía
Según la Oficina del Censo en 2000, había 5.204 personas y 1.436 familias residentes en el lugar, 86.8% de los cuales eran personas de raza blanca, 0,15% nativos de los Estados Unidos, 0,92 de raza afroamericana y 2,75 asiáticos. Aproximadamente el 10% constituían otras razas incluyendo hispanas.
Según la Oficina del Censo en 2000 los ingresos medios por hogar en la localidad eran de $41,726, y los ingresos medios por familia eran $44,458. Los hombres tenían unos ingresos medios de $30,423 frente a los $23,262 para las mujeres. La renta per cápita para la localidad era de $16,078. Alrededor del 7.8% de la población estaban por debajo del umbral de pobreza.